# Seznam obcí Rábské župy
Seznam obcí ležících na území slovenské části bývalé Rábské župy. Obce jsou rozdělené podle současných okresů a uvedené pod současným jménem

## Okres Dunajská Streda
- Města: žádné město
- Obce: 
  - Baloň
  - Čiližská Radvaň
  - Gabčíkovo (pouze malá část katastrálního území obce)
  - Kľúčovec
  - Medveďov
  - Ňárad
  - Pataš
  - Sap

## Okres Komárno
- Města: žádné město
- Obce: 
  - Číčov (pouze malá část katastrálního území obce)
  - Trávnik (pouze malá část katastrálního území obce)